# Jean Tulard
Jean Tulard (1933) é um acadêmico e historiador francês especialista em Napoleão. É membro da Academia de Ciências Morais e Políticas (desde maio de 1994) e professor da Universidade de Paris e Instituto de Estudos Políticos de Paris e membro do conselho de administração da Cinemateca Francesa (desde 2004). Em 2010, foi feito cavaleiro da Ordem Nacional da Legião de Honra.
Recebeu o Prêmio Gobert em 1971.